# Tauras
Tauras — колишнє підприємство харчової промисловості Литви, броварня, що розташовувалася у місті Вільнюсі. Разом з броварнею Kalnapilis входила до складу групи компаній Kalnapilio-Tauro Grupe, що належить до виробничих активів міжнародної пивоварної корпорації данського походження Royal Unibrew. Виробництво у Вільнюсі було припинене 2005 року, випуск пива торговельної марки «Tauras» продовжується броварнею Kalnapilis у Паневежисі.
Виробничі потужності броварні на момент закриття виробництва становили 2,04 мільйони декалітрів пива на рік.

## Історія
Броварню було засновано на околиці Вільнюса (Вільно), який на той час належав Російській імперії, у 1860 році місцевими підприємцями Абелєм Соловейчиком та Ісером Бергом. З середини 1860-х вона вже була відома як Броварня Шопена, за ім'ям ще одного зі співвласників, Вільгельма Шопена. Підприємство швидко розвивалося і на початку 1890-х вже налічувало понад 50 працівників та виробляло 300 тисяч відер пива на рік. 1897 року броварню придбав інший підприємець, Мордух Епштейн, який об'єднав її з іншим своїм пивоварним підприємством, створивши на їх основі акціонерне товариство. На початку XX ст. було проведено модернізацію виробничих потужностей цих проварень, що дозволило пиву під торговельною маркою «Шопен» (пол. «Szopen») утримавати близько половини місцевого ринку цього напою.
Підприємство успішно пережило Першу Світову війну та економічну депресію 1930-х років. У 1930-х роках броварня увійшла до числа 15 найбільших підприємств цього профілю у Польщі, до територій якої Вільнюс належав у період між світовими війнами.
В результаті Польської кампанія 1939 року територію країни було поділено між сусідніми країнами і Вільнюс відійшов до складу Литви. Назву броварні у 1940 році було змінено на литовськомовну Šopen, того ж року країну була захоплено Радянським Союзом, а усі приватні підприємства націоналізовано. Після завершення Другої Світової війни броварню було об'єднано з низкою інших місцевих пивоварних виробництв і вона отримала сучасну назву Tauras.
До 1990-х броварня функціонувала як Пивкомбінат «Таурас» Держагропрому Литовської РСР. Після проголошення незалежності Литви та початку процесів роздержавлення власності у країні на початку 1990-х броварню було приватизовано зі створенням акціонерного товариства. 1999 року компанію придбала данська корпорація Royal Unibrew, а ще за два роки, після придбання нею броварні Kalnapilis у Паневежисі, для управління активами корпорації у Литві було створено групу компаній Kalnapilio-Tauro Grupe. 
2005 року з метою оптимізації виробництва було прийняте рішення про закриття броварні Tauras і перенесення виробництва її сортів пива до пивоварні Kalnapilis.

## Асортимент продукції

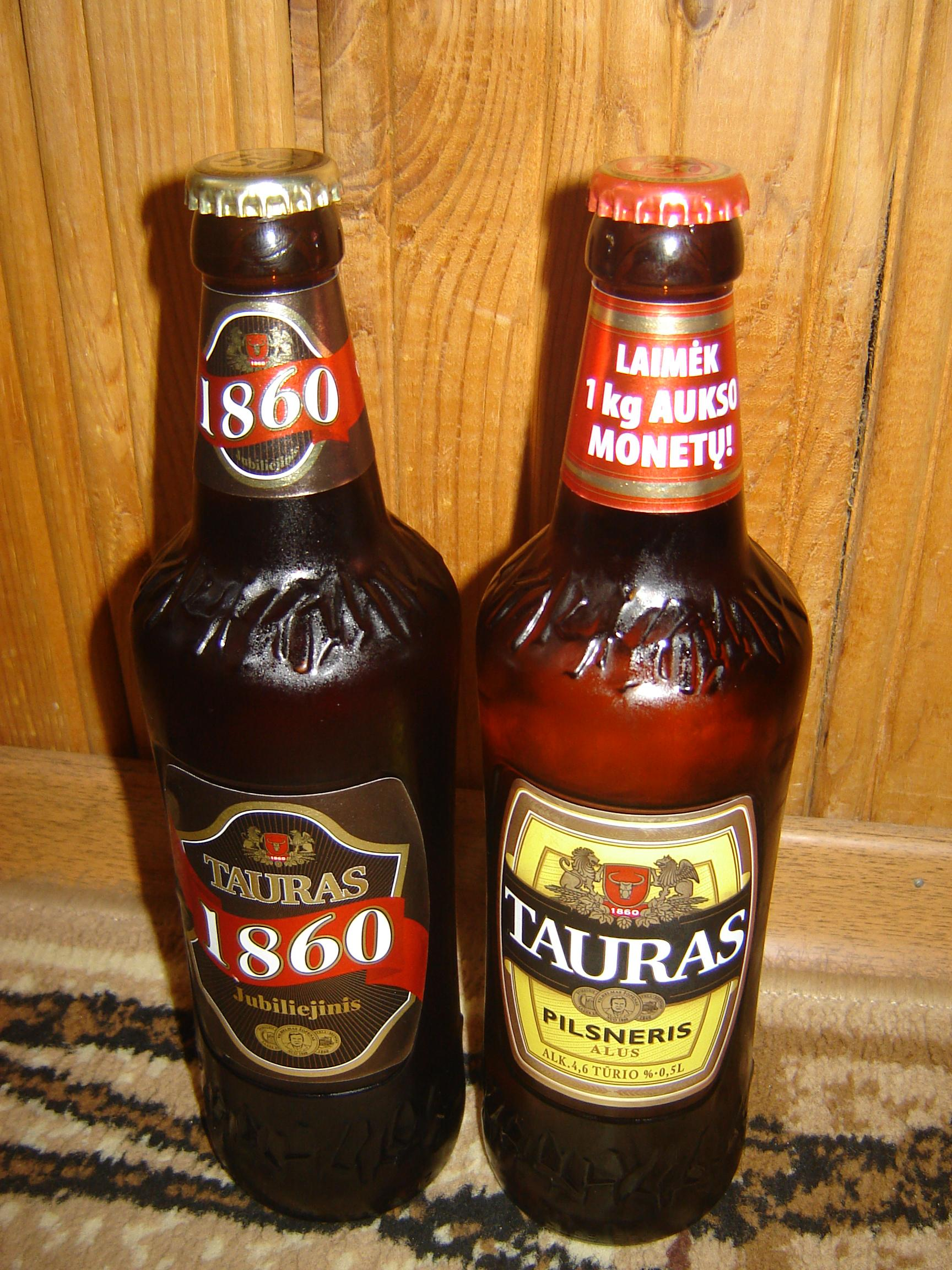
Пляшки пива 1860 Jubiliejinis та Pilsneris.

Із закриттям броварні пиво торговельної марки «Tauras» з 2005 року виробляється пивоварним заводом Kalnapilis:
- Tauras 1860 Jubiliejinis — світле пиво з вмістом алкоголю 5,6%.
- Tauras Ekstra — світле пиво з вмістом алкоголю 5,2%.
- Tauras Pilsneris — пілснер з вмістом алкоголю 4,6%.
- Tauras su Medumi — міцне світле пиво з додаванням меду та вмістом алкоголю 8,2%.
- Tauras Brandusis — міцне світле пиво з вмістом алкоголю 8,0%.
- Tauras Tradicinis — світле пиво з вмістом алкоголю 6,0%.
- Tauras Taurusis — світле пиво з вмістом алкоголю 5,2%.
- Tauras Lietuviškas — світле пиво з вмістом алкоголю 5,0%, випускається з травня 2007 року.